# ثري كوم
ثري كوم (بالإنجليزية: 3com)‏ شركة متخصصة في صناعة أدوات شبكات الحاسوب تأسست الشركة عام 1979 بواسطة روبرت ميتكالفي ويقع مركزها الرئيسي في مدينة مارلبورو بولاية ماساتشوستس الأمريكية، يأتي اسم الشركة 3com من اختصار الكلمات الأتية Computers, Communication and Compatibility وتعني الحواسب، الاتصالات والتوافق.
روبرت ميتكالفي مؤسس الشركة هو مخترع إيثرنت في عام 2010 بيعيت لشركه HP

## منتجات الشركة
- كروت الشبكة
- المسيرات
- نقاط النفاذ اللاسلكية Wireless access points
- أجهزة مودم
- الصوت عبر الإنترنت Voice over IP
- أجهزة اتصالات أخرى